# لی جینگ (مجری تلویزیون)
لی جینگ (به انگلیسی: Li Jing) (زاده ۲۵ اکتبر ۱۹۶۲) مجری تلویزیون تایوانی است.
او یک زن ترنس است.